# Georg Grulich
Georg Grulich (* 3. April 1911 in Zittau; † 30. März 1993 in Düsseldorf) war ein deutscher Maler.

## Leben
Grulich wurde als Sohn eines Zollbeamten in Zittau geboren. Im Zuge der Gründung der Ersten Tschechoslowakischen Republik erhielt er deren Staatsbürgerschaft. 1925 bis 1928 besuchte er die Höhere Handelsschule Zittau, danach machte er eine Lehre in der Bekleidungsindustrie und wurde Schaufenstergestalter sowie Reklamemaler. Autodidaktisch begann er, sich als Künstler mit dem Malen zu beschäftigen. Außerdem nahm er Unterricht in der Zittauer Malschule von Karl Paul (1890–1969). Studienreisen führten ihn nach Nordböhmen und Dresden, wo er sporadischer Gast der Dresdener Kunstakademie war. Lehrstunden erhielt er dort bei Richard Müller. 1931 wurde Grulich Mitglied der Arbeitsgemeinschaft der Lausitzer bildenden Künstler. 1933 war er in Bautzen auf deren 5. Ausstellung, der letzten vor der Machtergreifung der Nationalsozialisten, mit dem Bild Am Dorfbach vertreten.
Von 1932 bis 1936 lebte Grulich als freischaffender Maler in Zittau. 1934 lernte er dort die Künstlerin Herta Junghanns (1912–1990) kennen, mit der er 1936 nach Düsseldorf zog. 1936 wurde er in die Reichskammer der bildenden Künste aufgenommen, aber erst 1939 nahm er die deutsche Staatsbürgerschaft an. Im gleichen Jahr heiratete er Herta Junghanns. Von 1940 bis zu seiner Einberufung zur Wehrmacht im Jahr 1942 war er als technischer Zeichner und Detailkonstrukteur in einem Konstruktionsbüro tätig. Bei einem Luftangriff 1943 wurde ein Großteil seines Frühwerks vernichtet. Nach Entlassung aus der Kriegsgefangenschaft wurde er 1946 wieder freischaffender Maler.
In Düsseldorf dokumentierte er malend den Wiederaufbau nach dem Zweiten Weltkrieg und die Nachkriegsmoderne, schuf monumentale Stadtbilder der neuen Landeshauptstadt und gilt bis heute als „der“ Düsseldorfer Stadtmaler der Nachkriegs- und Aufbaujahre. Seine Werke wurden in Ausstellungen in Venlo, Maastricht, Oostende, Genf, Montecatini, Krakau und Moskau gezeigt. Auch an der Gestaltung des Düsseldorfer Karnevals beteiligte er sich. Darüber hinaus war Grulich Mitglied des Künstlervereins „Malkasten“, der Rheinischen Sezession (1947–1957) und Bezirksvorsitzender des Westdeutschen Künstlerbundes (1957–1971).

## Werke (Auswahl)
- Selbstbildnis, 1948, Städtische Museen Zittau
- Vögel im Wald, 1957/1958, Entwurf zu einem 18 m² großen Wandteppich für das Landesparlament Nordrhein-Westfalen, Geschenk der Stadt Düsseldorf an den Landtag Nordrhein-Westfalen, ausgeführt von der Textilkünstlerin Alice Koch-Gierlichs[6]
- Helle Stadt, 1964
- Technischer Bereich rot, 1965, Sammlung Knippenberg
- Seiltänzer, 1965
- Unteres Werft abends, 1965
- In Bilk, 1972, Sammlung „Kunst aus NRW“, Kunsthaus Nordrhein-Westfalen Kornelimünster, Aachen
- Straße zum Bahnhof, 1973
- Rheinfront, 1975
- Winter am Rhein, 1980

## Sicher belegte Teilnahme an Ausstellungen in der Zeit des Nationalsozialismus
- 1937: Duisburg, Städtische Kunstsammlung („Große Aquarellschau der jungen deutschen Kunst“)
- 1939: Düsseldorf, Kunsthalle („Herbstausstellung Düsseldorfer Künstler“)
- 1940: Duisburg, Städtische Kunstsammlungen („Das Ereignisbild“)